# Frauen im Schweizer Alpinismus
Diese Übersicht zu Frauen im Schweizer Alpinismus gibt zuerst Einblicke in die Entwicklung des Bergsteigens von Frauen in der Schweiz und listet danach einige Alpinistinnen namentlich auf.

## Geschichte

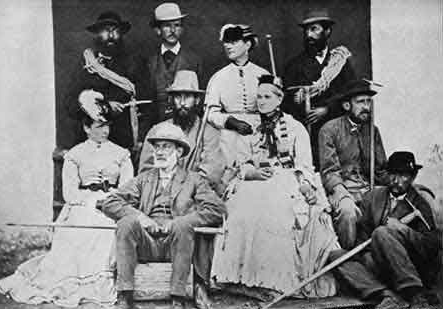
Die Walker-Familie mit Freunden und Bergführern 1870. Hintere Reihe v. l. n. r.: Jakob Anderegg, M. J. Moore, Lucy Walker, Melchior Anderegg. Mitte v. l. n. r.; Miss Hughes, Horace Walker, Mrs F. Walker, A. W. Moore. Vorne v. l. n. r: Frank Walker, Johann Jaun

### Überblick
Die Anfänge des Frauen-Bergsteigens liegen im 19. Jahrhundert. Auch wenn es nur wenige Bergpionierinnen gab, waren Frauen in der Eroberung der Berge von Anfang an dabei. Frauen wurde jedoch bis weit ins 20. Jahrhundert hinein weniger als Männern zugestanden, sich unnötig in Gefahr zu begeben. Zudem wurden die Frauen von Kleidervorgaben behindert. So war namentlich das Tragen von Hosen lange verpönt.
Wie bei den Männern kamen die ersten Alpinistinnen aus Grossbritannien und den USA: Die Amerikanerin Meta Brevoort bestieg 1871 als erste Frau die Dent Blanche, das Weisshorn und das Bietschhorn. Als sie sich im gleichen Jahr auch noch ans Matterhorn wagte, kam ihr die englische Alpinistin Lucy Walker zuvor. Margret Anne Jackson, eine Engländerin, unternahm 1888 vier Erstbesteigungen rund um Grindelwald, unter anderem das Lauteraarhorn und das Grosse Fiescherhorn.
Ab 1880 wurde Bergsteigen eine einigermassen verbreitete Freizeitbeschäftigung für Frauen. Alpinistinnen konnten eigenständiger auftreten und publizierten auch zunehmend. Die Zahl der Bergsteigerinnen nahm im 20. Jahrhundert weiter zu, als das Bergsteigen immer populärer wurde und Menschen aus der Mittelschicht und der Arbeiterklasse in die Berge reisen konnten. Einen Schub für das Frauenbergsteigen brachte das Sportklettern: Das Klettern in Hallen und Klettergärten war für Frauen aus Städten zugänglicher als das Alpinklettern.
In der alpinen Literatur, den Archiven und Museen gibt es vergleichsweise wenig Spuren zu Bergsteigerinnen. Ein Grund dafür ist, dass sie weniger schriftliche und bildliche Dokumente von ihren Unternehmungen hinterlassen haben und weniger über sie geschrieben worden ist.

### SAC und die Frauen

SFAC-Ausweis von Marty Attinger, 1961, Sammlung des Alpinen Museums der Schweiz

Nach der Gründung des Schweizer Alpen-Clubs (SAC) im Jahr 1863 stellte sich bei gewissen Sektionen die Frage: Zählen Frauen zu den vom Alpen-Club angesprochenen «Schweizern» – oder gelten sie als Schweizerinnen? Einzelne Sektionen entschieden sich für Ersteres und gewährten den Frauen Zugang zum SAC. Dies löste Unmut aus. Die «Frauenfrage» kam 1907 zur Abstimmung, und die Männer schlossen ihre Kolleginnen schweizweit aus dem Club aus.
Elf Jahre nachdem in England der Ladies Alpine Club ins Leben gerufen worden war, gründeten 15 Alpinistinnen um Aline Margot-Colas (1865–1944) in Montreux den Schweizerischen Frauen-Alpen-Club (SFAC). Auf den 1. Januar 1980 fusionierten der SFAC und der SAC. Im Jubiläumsjahr 1968 zählte der SFAC 56 Sektionen und 7000 Mitglieder. 2018 waren von den Neumitgliedern des SAC über 40 Prozent weiblich.

### Bergführerinnen

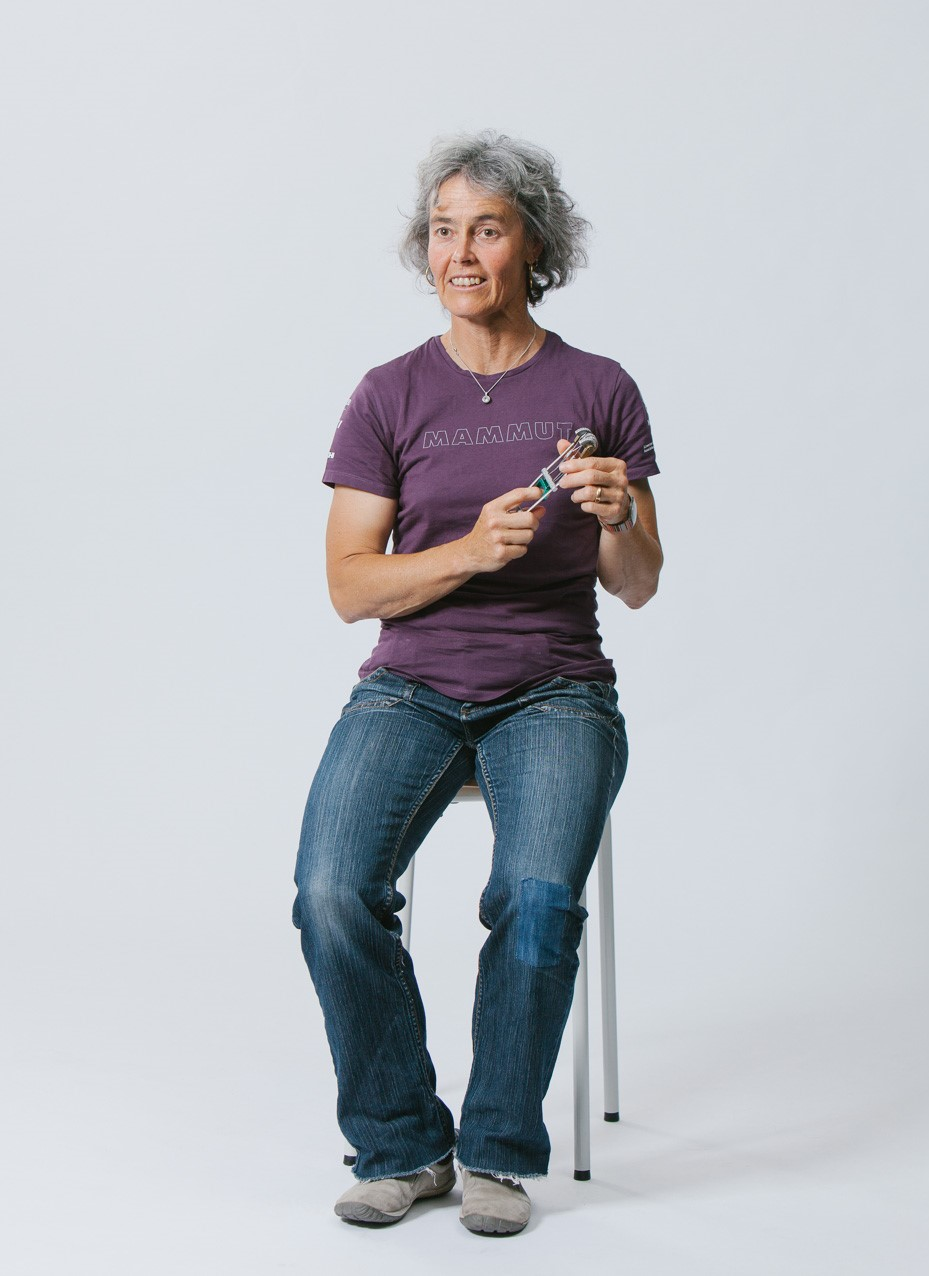
Rita Christen, die erste Frau an der Spitze des Schweizerischen Bergführerverbandes

Das «Central-Comité» des SAC forderte kurz nach seiner Gründung 1863 die kantonalen Sektionen auf, sich den Ausbildungen von Bergführern zu widmen. Es setzte sich die Überzeugung durch, dass künftige Bergführer ausgebildet und geprüft werden sollten. 1899 erstellte der SAC das «Reglement über die Führerkurse und Erteilung der Führerdiplome des S.A.C.» und regelte darin die Kurs- und Diplomierungsbedingungen. Bis Ende 1970er Jahre war den Frauen in der Schweiz aufgrund der Wehrdienstpflicht der Zugang zur Bergführerausbildung verwehrt. Aldo Caminada brachte die strukturelle Barriere zum Fall: Er startete 1974 den Bergführerkurs. Da er nach seiner Rekrutenschule 1972 jeden weiteren Militärdienst verweigerte, wurde er als Dienstverweigerer zu sechs Monaten Gefängnisstrafe verurteilt und durfte seine Bergführerausbildung nicht mehr fortsetzen. Er zog das Urteil bis vor das Bundesgericht und bekam schliesslich Recht. 1977 stiess das Bundesgericht die Militärdiensttauglichkeit als Bedingung für den Bergsteigerberuf um und ebnete damit den Frauen den Weg zur Bergführerausbildung. Nicole Niquille erlangte 1986 als erste Schweizerin das Bergführerinnen-Diplom. Mit 40 Bergführerinnen lag der Frauenanteil in der Schweiz 2021 bei 2,7 Prozent. Mit Rita Christen steht seit Herbst 2020 erstmals eine Frau an der Spitze des Schweizerischen Bergführerverbandes.

### Frauenseilschaften
Als erste bedeutende reine Frauenseilschaft werden in der Literatur die Amerikanerin Miriam O’Brian (1898–1976) und die Französin Alice Damesme (1894–1974) genannt. Sie bestiegen neben französischen Gipfeln 1932 das Matterhorn als erste Frauenseilschaft.
Im Jahr 2021 bestiegen mehr als 700 Bergsteigerinnen aus über 20 Ländern alle 48 Viertausender der Schweiz in reinen Frauenseilschaften. Dies erfolgte im Rahmen einer von Schweiz Tourismus lancierten 100 % Women Peak Challenge.

## Kurzbiografien
(nach Geburtsdatum geordnet)

### Henriette d’Angeville
Henriette d’Angeville (1794–1871) war eine französische Bergsteigerin. Sie gilt als die «erste große Alpinistin».

### Margaret Brevoort
Meta Claudia Brevoort (1825–1876) war eine US-amerikanische Bergsteigerin, die vorwiegend in den Alpen unterwegs war.

### Catharina Seiler-Cathrein
Catharina Seiler-Cathrein, auch Katharina Seiler (1834–1895), war eine Schweizer Hotel-Pionierin und Bergsteigerin. Die 16-fache Mutter gilt als Pionierin des Fremdenkurorts Zermatt.

### Lucy Walker
Lucy Walker (1836–1916) war eine britische Alpinistin, die 1871 als erste Frau das Matterhorn erklomm.

### Anna Voigt
Anna Voigt (1847–1921) war eine deutsche Alpinistin, die 1877 als erste Deutsche auf dem Gipfel des Matterhorns stand. Des Weiteren gelangen ihr zahlreiche weitere ' weibliche' Erstbesteigungen von u. a. Schweizer Bergen wie der Dufourspitze oder dem Piz Bernina.

### Hanni Bay
Hanni Bay (1885–1978) war eine Schweizer Malerin und Alpinistin. Ihre Tätigkeit als Bergsteigerin war Inspiration vieler ihrer künstlerischen Werke.

### Beatrix von Steiger
Beatrix von Steiger (1889–1974) war eine Schweizer Kulturschaffende und Bergsteigerin.

### Gret Mittelholzer
Gret Mittelholzer (1899–1997) war eine Schweizer Bergsteigerin. Sie unternahm mit dem Bergführer Bruno Primi anspruchsvolle Bergtouren. Beispielsweise gelang dieser Seilschaft 1936 die Wiederholung der Comici-Route an der Civetta, eine der damals schwierigsten Klettereien. Ihre bergsteigerischen Leistungen hielt sie im Verborgenen. Als eine der ersten Frauen studierte Mittelholzer an der Universität St. Gallen Ökonomie und arbeitete für die Nationalbank. Bei Orell Füssli war sie für das Direktionssekretariat zuständig und erhielt als erste weibliche Mitarbeiterin den Direktorenrang. Sie war die Schwester von Luftfahrtpionier Walter Mittelholzer.

### Loulou Boulaz
Loulou Boulaz (1908–1991) war eine der ersten Extrembergsteigerinnen der Schweiz und Skirennfahrerin. Sie habe den Bergsport mit einer feministischen Einstellung verbunden und immer wieder Grenzen überschritten, etwa indem sie – trotz Verbot – im Konkubinat lebte.

### Mäusi Lüthy
Martha «Mäusi» Lüthy (1911–2002) war eine Schweizer Alpinistin, Skirennfahrerin und Erstbegeherin von Kletterrouten im Jura und in den Berner Alpen.

### Betty Favre
Berthe «Betty» Favre (1918–1977) war eine Schweizer Bergsteigerin, Fotografin und Autorin.

### Claude Kogan
Claude Kogan (1919–1959) war eine französische Bergsteigerin. Im Herbst 1954 stellte sie am Cho Oyu mit 7600 Metern den Höhenweltrekord für Frauen auf.

### Gaby Steiger
Gaby (Gabriella) Steiger (1921–2009) war eine der ersten Extrembergsteigerinnen der Schweiz.

### Yvette Vaucher
Yvette Vaucher (1929–2023, geb. Yvette Pilliard) war eine Schweizer Bergsteigerin. Sie war die erste Frau, die die Nordwand des Matterhorns bestiegen hat. Zudem war sie die erste weibliche Fallschirmspringerin der Schweiz.

### Heidi Schelbert-Syfrig
Heidi Schelbert-Syfrig (1934–2019) war eine Schweizer Wirtschaftswissenschaftlerin, Hochschullehrerin und Alpinistin. Sie war Professorin für theoretische und praktische Sozialökonomie an der Universität Zürich.

### Ruth Steinmann-Hess
Ruth Steinmann-Hess (* 1936) ist eine Schweizer Bergsteigerin. Sie leitete Expeditionen und Trekkingreisen, oft in den Karakorum und den Himalaya.

### Silvia Metzeltin
Silvia Metzeltin (* 1938) ist eine schweizerisch-italienische Geologin, Alpinistin, Expeditionsbergsteigerin und Autorin von Büchern und Dokumentarfilmen.

### Nicole Niquille
Nicole Niquille (* 1956) ist eine ehemalige Schweizer Bergführerin und die erste Frau, die in der Schweiz das Bergführerdiplom erhalten hat.

### Heidi Lüdi
Heidi Lüdi (* 1947) war 1984 das erste weibliche Mitglied im Akademischen Alpenclub Bern (AACB). Sie nahm als Ärztin und Alpinistin an diversen Expeditionen teil und organisierte auch eigene Expeditionen.

### Veronika Meyer
Veronika Meyer (* 1951) stand als erste Frau aus dem deutschsprachigen Raum auf allen höchsten Bergen aller sieben Kontinente, den Seven Summits. Insgesamt hat sie über tausend Berggipfel im In- und Ausland erklommen. Zum 150-jährigen Bestehen der Sektion St. Gallen des SAC verfasste sie Blogbeiträge, welche danach unter dem Titel «Berge365» als Buch publiziert wurden. Die promovierte Chemikerin wurde 2015 als Vertreterin der Grünen ins Stadtparlament von St. Gallen gewählt.

### Käthi Flühmann
Käthi Flühmann (* 1964 als Käthi Glarner) hat im Jahr 1988 die Ausbildung zur Bergführerin abgeschlossen. Sie war damit die zweite Bergführerin in der Schweiz und die erste Bergführerin in der Deutschschweiz. In Nepal, wo Käthi Flühmann oft unterwegs war, engagierte sie sich nach den Erdbeben 2012 dafür, dass ein Dorf wieder aufgebaut werden konnte.

### Evelyne Binsack
Evelyne Binsack (* 1967) ist eine Schweizer Extrem-Bergsteigerin, Diplom-Bergführerin, Abenteurerin, Helikopterpilotin, Referentin und Buchautorin.

### Rita Christen
Rita Christen (* 1968) ist eine Schweizer Bergführerin, Juristin und die erste Präsidentin des Schweizer Bergführerverbandes.

### Sophie Lavaud
Sophie Lavaud (* 1968) ist eine französisch-schweizerisch-kanadische Alpinistin. Sie ist die erste Person mit französischer Staatsangehörigkeit, die alle 14 Achttausender bestiegen hat.

### Joëlle Brupbacher
Joëlle Brupbacher (1978–2011) war eine erfolgreiche Höhenbergsteigerin und die erste Schweizerin, die fünf der weltweit 14 Achttausender erklommen hatte.

### Sportkletterinnen
- Nina Caprez
- Katherine Choong
- Sina Goetz
- Susi Good
- Petra Klingler